# Modelo de Fermi-Ulam
El Modelo Fermi-Ulam (FUM, por sus siglas en inglés) es un sistema dinámico que fue introducido por el matemático polaco Stanislaw Ulam en 1961
FUM es una variante del trabajo primordial en aceleración de rayos cósmicos de Enrico Fermi. El sistema consiste en una partícula que colisiona elásticamente entre una pared fija y una pared móvil, cada una de masa infinita. Las paredes representan espejos magnéticos con el que las partículas cósmicas colisionan.
A. J. Lichtenberg y M. A. Lieberman establecieron una versión simplificada de FUM (SFUM) que deriva a partir de una aplicación de Poincaré {\displaystyle x=const} y dicta: 
{\displaystyle u_{n+1}=|u_{n}+U_{\mathrm {wall} }(\varphi _{n})|}
{\displaystyle \varphi _{n+1}=\varphi _{n}+{\frac {kM}{u_{n+1}}}{\pmod {k}},}
Donde {\displaystyle u_{n}} es la velocidad de la partícula después de la n-ésima colisión con la pared fija, {\displaystyle \varphi _{n}} es la fase correspondiente de la pared móvil, {\displaystyle U_{wall}} es la ley de velocidad para la pared móvil y {\displaystyle M} es el parámetro de estocaticidad del sistema. 
Si la ley de velocidad de la pared móvil es lo suficientemente diferenciable, de acuerdo al teorema KAM existe curvas invariantes en el espacio de fases {\displaystyle (\varphi ,u)}. Estas curvas invariantes actúan como barreras que no permiten a la partícula acelerar y la velocidad promedio de la población de partículas se satura luego de iteraciones finitas. Por lo tanto, para una ley de velocidad sinusoidal para la pared móvil estas curvas existen, mientras que no existe para una ley de velocidad en forma de sierra, que es discontinua. En consecuencia, en el primer caso las partículas no pueden acelerar infinitamente, mientras que lo contrario sucede en el otro caso. 
Con el paso de los años, FUM se convirtió en un modelo prototipo para estudiar dinámica no lineal y mapeos acoplados.
La solución rigurosa del problema Fermi-Ulam (dónde la velocidad y la energía están acotadas) fue proporcionada por primera vez por L. D. Pustyl'nikov en  (ver también y las referencias).
Además de los resultados negativos, si uno considera el modelo Fermi-Ulam en el marco de la relatividad especial, bajo algunas condiciones generales de energía de las partículas, estas tienden a infinito para un conjunto abierto de datos iniciales.

## Generalización en 2D
Aunque el modelo Fermi-Ulam en 1D no conduce a la aceleración para oscilaciones suaves, el crecimiento de energía no acotado ha sido observado en billares 2D con oscilaciones acotadas.  Se ha encontrado que la tasa de crecimiento de la energía en el billar caótico es mucho más grande que en la de un  billar que es integrable en el límite estático.
Billares fuertemente caóticos con bordes oscilantes pueden servir de un paradigma de sistemas impulsados caóticos. En la arena experimental este tema surge en la teoría de fricción nuclear, y más recientemente, en los estudios de átomos fríos que están atrapados en billares ópticos. El impulso induce la disfusión de energía, y en consecuencia el coeficiente de absorción está determinado por la fórmula de Kubo.